# Indicativo imperfetto
L'imperfetto dell'indicativo è la forma verbale delle lingue romanze che si adatta principalmente ad indicare situazioni ed abitudini considerate in un momento passato. È quindi la forma più adatta, all'interno del passato, per le descrizioni o per l'enunciazione di eventi ripetuti.

## Coniugazione dell'imperfetto
Questa forma verbale si coniuga aggiungendo alla radice del verbo le desinenze previste dalla grammatica italiana. Sono simili a quelle del presente, dalle quali si distinguono per la presenza 
di v insieme alla vocale tematica che caratterizza ciascuna delle tre coniugazioni: (-av- -ev- -iv-):
|                          | 1ª persona io | 2ª persona tu | 3ª persona egli, ella | 1ª persona noi | 2ª persona voi | 3ª persona essi, esse |
| 1ª coniugazione am-are   | am-avo        | am-avi        | am-ava                | am-avamo       | am-avate       | am-avano              |
| 2ª coniugazione tem-ere  | tem-evo       | tem-evi       | tem-eva               | tem-evamo      | tem-evate      | tem-evano             |
| 3ª coniugazione part-ire | part-ivo      | part-ivi      | part-iva              | part-ivamo     | part-ivate     | part-ivano            |

Si notino, tra l'altro, alcune particolarità:
- La coniugazione di questo tempo è quasi sempre regolare.

- Alcuni verbi che in lingua moderna hanno delle forme abbreviate si coniugano in maniera particolare. Ad esempio, il verbo fare si coniuga secondo la vecchia forma facere: facevo, facevi, faceva. Similmente, per il verbo dire: dicevo; bere: bevevo; produrre: producevo; proporre: proponevo; trarre: traevo.

- Il verbo essere segue un meccanismo particolare: ero, eri, era, eravamo, eravate, erano.

## Storia
Si tratta di un tempo ereditato direttamente dal latino, in cui si chiamava imperfectum, mentre il perfectum corrispondeva all'attuale passato remoto.
Esempio di imperfetto latino per il verbo cantare: cantabam, cantabas, cantabat, cantabamus, cantabatis, cantabant. Il cambiamento di /b/ a /v/ che caratterizza il passaggio dal latino all'italiano è la lenizione della -b- latina compresa tra due vocali. Questo mutamento fonologico è un caso di indebolimento perfettamente normale per l'origine dell'italiano, tanto che può addirittura arrivare alla scomparsa completa della -v- intervocalica (avea, aveano, potea, poteano ecc.), soprattutto nell'italiano letterario di secoli passati. Nella catena parlata di suoni, la caduta della -v- è comunque un fenomeno quasi impercettibile:
Giovanni Boccaccio, Decameron, Prima giornata, prima novella.
Più complicato si fa il discorso per il cambio delle desinenze dal latino all'italiano. Dato che è normale per l'italiano la caduta della consonante finale latina, le tre forme del singolare (cantabam, cantabas, cantabat) avrebbero in teoria finito tutte per diventare uguali: io cantava, tu cantava, egli cantava. Le cose in realtà non sono andate così: le nuove desinenze che hanno effettivamente originato le tre forme dell'imperfetto al singolare (cantavo, cantavi, cantava) si sono sviluppate in analogia con le desinenze del presente (-o, -i, -a).
A dispetto di tutto ciò, la forma latineggiante io cantava/io cercava ha continuato ad affermarsi piuttosto a lungo, sopravvivendo accanto a quella più propriamente italiana (cantavo/cercavo):
Carlo Goldoni, La locandiera, Primo atto, scena ventiduesima.
Questa forma arcaica finì poi per cadere in disuso verso l'Ottocento. 
Si ricorda infine, sempre a proposito di latino, che in questa lingua l'imperfetto conosceva un ampio e particolare uso nella stesura delle lettere: infatti, gli eventi contemporanei al momento della scrittura venivano spesso indicati all'imperfetto. Ciò accadeva dato che per ragioni di cortesia il mittente assumeva artificialmente il punto di vista temporale del destinatario, il quale leggeva la lettera solo in un momento successivo a quello dell'atto di scrittura. Si parla in questo caso di imperfetto epistolare.

## Utilizzi basilari dell'imperfetto in italiano

### Confronto tra imperfetto e passato prossimo
Le proprietà dell'imperfetto possono essere messe in evidenza con un confronto con il passato prossimo. La differenza tra le due forme sta principalmente nell'aspetto, che ci indica se l'azione viene vista come conclusa. Si prenda in considerazione la seguente coppia di enunciati.
- Ieri alle sette, Raffaella scriveva una lettera.
- Ieri alle sette, Raffaella ha scritto una lettera.

La prima frase, quella all'imperfetto, descrive quali avvenimenti erano in corso ad un dato momento (le sette). La seconda contiene un'informazione diversa, mostrandoci tutto l'arco dell'azione (quella dello scrivere): essa presenta la situazione considerata come un evento che ha avuto un inizio, uno svolgimento ed una fine (compimento). Se grazie al secondo enunciato possiamo vedere come la lettera è stata terminata, nel caso del primo non possiamo giudicare se l'azione è arrivata a compimento.
Concludendo, con il primo enunciato (quello all'imperfetto), l'azione è mostrata solo in un punto del suo svolgimento: la nostra visione dei fatti è dunque incompleta, imperfetta; la seconda azione (quella al passato prossimo) viene invece considerata come perfetta. Se l'imperfetto viene usato per descrivere una situazione in un determinato momento (stato, processo in corso, abitudine), il passato prossimo (come anche il passato remoto) si usa per indicare ciò che è successo (evento, esperienza, avvenimento, accaduto).
La prossima coppia di enunciati può approfondire questa opposizione:
- Al momento del suo pensionamento, il famoso petroliere Y aveva cinque mogli.
- Durante la sua carriera, la famosa cantante X ha avuto cinque mariti.

Mentre l'uso dell'imperfetto si limita a fornire una descrizione focalizzata in un dato momento (Al momento del suo pensionamento), con il passato prossimo il secondo enunciato presenta degli avvenimenti visti nella loro pienezza e nel loro succedersi. 
Inoltre, il passato prossimo presenta una successione temporale di eventi che generalmente rispetta l'ordine delle parole esposte nella frase (Raffaella si è lavata il viso, poi si è truccata e si è pettinata), mentre di solito i processi verbali indicati all'imperfetto sono contemporanei tra di loro (almeno nel caso delle descrizioni: Raffaella aveva il viso ovale, gli occhi erano verdi ed i capelli rossi).
Per concludere, si ricorda che la differenza che si ritrova tra imperfetto e passato prossimo è la stessa che caratterizza quella tra imperfetto e passato remoto, dato che questa è la forma più simile al passato prossimo.

### Imperfetto descrittivo ed iterativo
Se l'imperfetto indica delle caratteristiche o in un certo modo una situazione, il suo uso è detto di solito descrittivo:
- Ieri sera, i ragazzi guardavano la tv e così non parlava nessuno.

quando invece viene indicata un'abitudine, si parla di solito di imperfetto iterativo (si noti la differenza tra i due esempi):
- Tutte le sere, i ragazzi guardavano la tv.

Sono questi i due usi principali dell'imperfetto, che comunque conosce un'ampia gamma di sfaccettature.

## Altri utilizzi dell'imperfetto

### Imperfetto narrativo
Talvolta, ad esempio in alcune narrazioni di tipo poliziesco, criminalistico e militare, si ritrovano degli enunciati con cui viene esposta una catena di avvenimenti che generalmente andrebbe descritta con l'uso del passato prossimo o del passato remoto. Si consideri l'esempio:
- Con enorme sprezzo del pericolo, l'ufficiale entrava nello stabile, poi catturava i nemici e rientrava alla nostra postazione.

Gli enunciati non vengono sempre riconosciuti come grammaticalmente esatti e sono stati oggetto di dure critiche da parte dei puristi.
In ogni caso, tali strutture hanno lo scopo di creare un effetto stilistico speciale. Si può spiegare questo uso con l'intenzione, da parte di chi scrive, di fare scorrere lentamente le immagini davanti al lettore (si tratta infatti di un uso della lingua scritta).
Effettivamente, le proprietà fondamentalmente imperfettive di questo tempo creano nel lettore la vaga impressione di una documentazione fotografica. Questo uso dell'imperfetto era particolarmente di moda nell'Ottocento e nel primo Novecento ed è chiamato imperfetto narrativo.
Oggi questo uso pare diventare sempre più sporadico.
Va detto infine che l'imperfetto narrativo può riscontrarsi anche in enunciati che si limitano ad un solo avvenimento, oppure può caratterizzare solo una parte di una narrazione (soprattutto alla fine di un testo):
- Lo scrittore x si trasferì in un'altra città e si ammalò alcuni mesi dopo. Dimenticato da tutti, x moriva nel 1777.

### Imperfetto ipotetico ed altri usi modali
Spesso, l'imperfetto indicativo può sostituire le forme verbali di altri modi (condizionale, congiuntivo). Questo fenomeno porta gli studiosi a parlare di usi modali dell'imperfetto. Il fenomeno più frequente è indubbiamente l'uso dell'imperfetto nel periodo ipotetico dell'irrealtà nel passato:
- Se arrivavi in tempo, ti spiegavo tutto con calma

nella lingua parlata al posto di
- Se fossi arrivato in tempo, ti avrei spiegato tutto con calma

Si tratta di un uso (chiamato imperfetto ipotetico) che non corrisponde allo standard, ma piuttosto apprezzato, a seconda del contesto, anche da persone colte. Corrisponde oramai, almeno nella protasi (frase secondaria che indica la condizione) all'uso standard nella lingua francese:
- Si tu étais ici, on pourrait jouer ('Se tu fossi qui, si potrebbe giocare')

Del resto, non si tratta di una semplificazione tipica dell'italiano parlato moderno, ma di un fenomeno sempre esistito in questa lingua:
- Se io credevo non avere figlioli, arei preso più tosto per moglie una contadina che non te

(Niccolò Machiavelli, Mandragola, secondo atto, quinta scena.)
- Dico che, se io non ci veniva, non arei mai, mai creduto ch'ella (questa città) fosse stata più bella di Siena.

(Pietro Aretino, La Cortigiana, primo atto, prima scena.)
- Mia moglie non veniva se non l'accompagnava io...

(Achille Torelli, I mariti, quarto atto, prima scena.)
La costruzione viene generalmente usata per riferirsi al passato, ma non necessariamente. Anche eventi contemporanei al momento di enunciazione possono sporadicamente essere indicati con questo uso (se ero stupido come credi, a quest'ora non ero qui).
È comunque normale che l'imperfetto possa sostituire con ottimi risultati il condizionale passato anche in altri contesti:
- Perché l'hai fatto? Non dovevi!

al posto di
- Perché l'hai fatto? Non avresti dovuto!

In questo caso, pare che l'imperfetto abbia la proprietà di indicare un evento come non effettivo. Parleremo in tal caso di imperfetto potenziale. Nel complesso l'imperfetto potrebbe essere, tra tutti i tempi dell'indicativo, quello più adatto ad indicare una semplice possibilità. Le sue caratteristiche lo rendono adatto come tempo dell'irrealtà, atto ad indicare anche gli eventi di un sogno:
- Ho sognato che ero Liz Taylor, che uscivo di casa e poi andavo a fare una crociera.

oppure a descrivere i giochi di ruolo dei bambini:
- Facciamo che io ero il drago e tu eri la fata

Per questi usi sono correnti i nomi di imperfetto onirico e ludico.

### Imperfetto come futuro nel passato
Si può senz'altro asserire che l'imperfetto costituisca una forma verbale estremamente ricca di usi; esso è in grado di indicare anche il futuro nel passato:
- Sapevo che andava a finire in questo modo

al posto di
- Sapevo che sarebbe andata a finire in questo modo.

Questo uso, che ricorda molto da vicino quello del presente per indicare gli eventi futuri, è tipico dell'italiano colloquiale.

### Imperfetto di modestia o di cortesia
Usato al posto del presente, l'imperfetto può avere la funzione di rendere più cortese una richiesta o il contributo di chi sta prendendo la parola in una conversazione. Si parla in questo caso di imperfetto di modestia (o desiderativo, o ancora imperfetto di cortesia):
- Volevo ancora dire qualcosa  (al posto di voglio o vorrei)
- Venivo a controllare come stai  (al posto di vengo o sono venuto).

In questi casi, il locutore vuole rendere nota, usando l'imperfetto, un'intenzione che persiste anche al momento in cui egli sta parlando. Sta all'interlocutore capire che questa intenzione è ancora attuale. In questo modo egli può dare o meno conferma della sua disponibilità (almeno in teoria). L'uso esiste in tutte le lingue romanze, ma dato che si basa su procedimenti retorici molto diffusi e comprensibili, esso conosce dei corrispondenti anche in altri ceppi linguistici. Si riportano qui degli esempi tratti dall'inglese e dal tedesco:
- I wanted to ask you something....
- Ich wollte Sie etwas fragen....

Per dire in italiano volevo chiedere qualcosa. Le frasi riportate prevedono l'uso dei principali tempi del passato delle due lingue, rispettivamente il simple past ed il Präteritum. Siccome in questi contesti l'imperfetto ricorda il condizionale, il fenomeno viene, da diversi studiosi, considerato come un particolare uso modale.

## L'imperfetto e le altre lingue

### Lingue romanze
Sono assai vicini all'imperfetto italiano l'imparfait francese ed il pretérito imperfecto spagnolo, atti a descrivere il processo verbale dal punto di vista imperfettivo, dunque situazione, stato oppure abitudine:
Per il francese, avremo:
|      | aimer amare | manger mangiare | choisir scegliere | vendre vendere | être essere | voir vedere |
| ---- | ----------- | --------------- | ----------------- | -------------- | ----------- | ----------- |
| je   | aimais      | mangeais        | choisissais       | vendais        | étais       | voyais      |
| tu   | aimais      | mangeais        | choisissais       | vendais        | étais       | voyais      |
| il   | aimait      | mangeait        | choisissait       | vendait        | était       | voyait      |
| nous | aimions     | mangions        | choisissions      | vendions       | étions      | voyions     |
| vous | aimiez      | mangiez         | choisissiez       | vendiez        | étiez       | voyiez      |
| ils  | aimaient    | mangaient       | choisissaient     | vendaient      | étaient     | voyaient    |

Gli ultimi due verbi, être e voir sono irregolari.
Per lo spagnolo, avremo invece:
|          | amar amare | temer temere | partir partire | ir andare | ser essere | ver vedere |
| -------- | ---------- | ------------ | -------------- | --------- | ---------- | ---------- |
| yo       | amaba      | temía        | partía         | iba       | era        | veía       |
| tú       | amabas     | temías       | partías        | ibas      | eras       | veías      |
| él       | amaba      | temía        | partía         | iba       | era        | veía       |
| nosotros | amábamos   | temíamos     | partíamos      | íbamos    | éramos     | veíamos    |
| vosotros | amabais    | temíais      | partíais       | ibais     | erais      | veíais     |
| ellos    | amaban     | temían       | partían        | iban      | eran       | veían      |

I verbi ir, ver e ser sono irregolari.

### Lingue germaniche
L'imperfetto italiano trova corrispondenti nelle altre lingue romanze, ma non nelle lingue germaniche. Il simple past dell'inglese, il Präteritum (talvolta chiamato Imperfekt) e il Perfekt del tedesco riuniscono infatti in sé la funzione perfettiva e imperfettiva rispettivamente di passato remoto e imperfetto italiani. In queste due lingue l'aspetto verbale non è pertanto morfologizzato, ma per indicare la compiutezza o meno di un'azione si ricorre a perifrasi progressive, particolarmente frequenti in inglese, ma presenti, in misura minore, anche in tedesco:
- I was sleeping
- Ich war dabei zu schlafen / Ich schlief gerade / ich war am Schlafen
- Dormivo / Stavo dormendo.

Altre volte, le lingue germaniche indicano le caratteristiche aspettuali dell'enunciato tramite mezzi lessicali.

### Lingue slave
Diverse lingue slave, almeno nella loro grammatica moderna, dispongono di pochi tempi verbali. Alcune utilizzano solo il passato, il presente ed il futuro: dunque, in questi tempi non è prevista una distinzione tra perfetto ed imperfetto. Per caratterizzare l'azione in maniera perfettiva o meno, si coniugano semplicemente dei verbi diversi tra di loro.
Lingue come il polacco distinguono infatti tra i verbi perfettivi (dokonane), che designano un'azione compiuta, e imperfettivi (niedokonane), che indicano un'azione incompiuta, in via di svolgimento, abituale o ripetuta nel tempo. La differenza tra questi verbi sta in genere nel prefisso ed è quindi piuttosto una questione di lessico che di coniugazione. Si noti anche l'esempio in russo знать (conoscere), imperfettivo; узнать, perfettivo.

### Greco
L'imperfetto era un tempo molto usato e dall'uso ancora più esteso anche nella lingua greca, nella quale però ha un funzionamento ed una costruzione molto diversi. Il segno distintivo dei tempi storici greci, di cui appunto l'imperfetto fa parte, è infatti l'aumento, che consiste nell'anteporre il prefisso ἐ- al tema verbale del presente, che esprime l'aspetto durativo. Quando questo inizia per vocale, per esempio ἄγω (àgo: "io conduco"), l'imperfetto porta a un allungamento quantitativo della vocale: nell'esempio ἐ+ἄγω = ἦγον (ègon), ossia: ε+α si contraggono in "η" dando così origine al tema dell'imperfetto: ἠγ-, a cui poi si aggiunge la desinenza storica: -oν, = ἦγον: "io conducevo". Quando il verbo inizia in consonante, si ha la preposizione della vocale ἐ- e un aumento del numero di sillabe, per l'aggiunta del prefisso ἐ- al tempo presente, ad esempio ἐποίει (epoièi), che corrisponde al latino facebat, nel senso di "costruiva", "faceva". Si noti che a volte l'imperfetto greco può esprimere maggiore anteriorità, come un passato remoto (tradotto in greco solitamente con l'aoristo indicativo): nel caso in esempio, corrispondere quindi anche a "fece", "costruì".